# Ernst Abbe
Ernst Abbe (ur. 23 stycznia 1840 w Eisenach, zm. 14 stycznia 1905 w Jenie) – niemiecki fizyk, optyk, współzałożyciel fundacji Carl Zeiss Stiftung w Jenie w 1866.

## Życiorys
Profesor fizyki w Jenie (1870–1896) i kierownik tamtejszego obserwatorium astronomicznego i meteorologicznego (od 1878). Wprowadził nowe teorie i wzory matematyczne, rewolucjonizujące wyrób soczewek (dotychczas soczewki produkowano metodą prób i błędów, nigdy nie mając pewności, czy soczewka będzie zdatna do użytku). Był konstruktorem wielu przyrządów optycznych, m.in.: refraktometru Abbego, obiektywu apochromatycznego (1868) i kondensora do mikroskopów. W 1872 wyposażył mikroskop w przyrząd oświetlający i opracował teorię mikroskopu optycznego.
Współpracował z Carlem Zeissem.
W 1888 został jedynym właścicielem zakładów Carl Zeiss.
W 1893 przedstawił koncepcję przestrzennego widzenia w Zeissowskim teleskopie dwuokularowym. Określił też warunek poprawnej konstrukcji przyrządów do pomiaru długości (tzw. postulat Abbego).

## Upamiętnienie
Jego imieniem nazwano planetoidę (5224) Abbe oraz krater Abbe na Księżycu.